# Idaea mataria
Idaea mataria là một loài bướm đêm trong họ Geometridae.